# Steyerberg
Steyerberg er en by og kommune i den vestlige del af Landkreis Nienburg/Weser i den tyske delstat Niedersachsen.

## Geografi
Steyerberg ligger i Mittelweserregion. Kommunen grænser mod nord til Samtgemeinde Liebenau, mod vest til Samtgemeinde Uchte, mod øst til Samtgemeinde Landesbergen og kommunen Stolzenau mod syd. Floden Große Aue, der er en biflod til Weser, løber gennem kommunen.
Steyerberger Berg er kommunens højeste punkt.

### Inddeling
| Landsbyer og deres indbyggertal (pr. 30. juni 2010) | Landsbyer og deres indbyggertal (pr. 30. juni 2010) |
| --------------------------------------------------- | --------------------------------------------------- |
| Bruchhagen                                          | 0233 indbyggere                                     |
| Deblinghausen                                       | 0553 indbyggere                                     |
| Düdinghausen                                        | 0287 indbyggere                                     |
| Sarninghausen                                       | 0214 indbyggere                                     |
| Sehnsen                                             | 0114 indbyggere                                     |
| Steyerberg                                          | 3.061 indbyggere                                    |
| Voigtei                                             | 0356 indbyggere                                     |
| Wellie                                              | 0502 indbyggere                                     |